# Bleeding4Metal
Bleeding4Metal ist ein deutschsprachiges Webzine für aktuelle Berichterstattung rund um Metal und artverwandte Stile. Es existiert seit 2001 und wurde von ehemaligen Mitgliedern des Fidonetzes gegründet. Zu den Inhalten gehören Rezensionen von CD-Neuveröffentlichungen, Berichte von Livekonzerten, Interviews mit Bands sowie andere Themen, die in Verbindung mit dem Metal-Genre stehen. Die Mitwirkenden sind als Verein organisiert.

## Geschichte und Wahrnehmung

### Gründung und erste Jahre

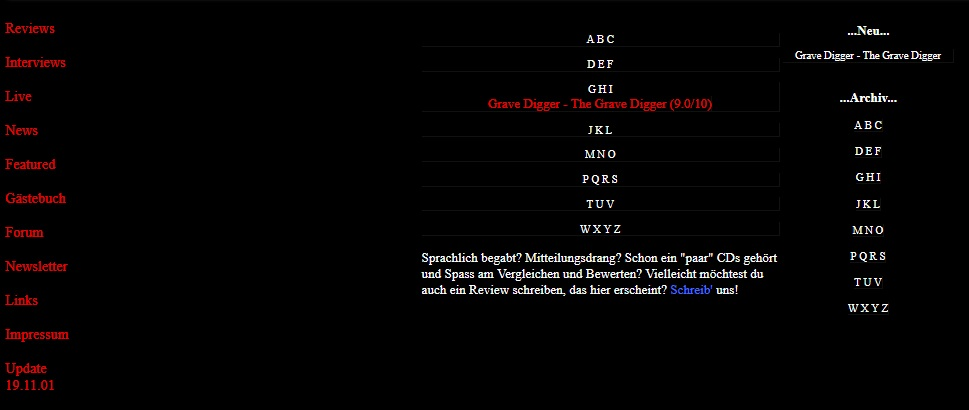
Erstes Review über Grave Digger

Gegründet wurde das Onlinemagazin von Natanael Mignon im Jahr 2000, der zu der Zeit den Jacobs Dream-Fanclub „The Madhouse Of Cain“ leitete. Zu Beginn veröffentlichte er vor allem eigene Inhalte auf statischen Webseiten. Der damalige Name des Magazins, „Bleeding“, resultierte aus der Verbindung zu einem Jacobs Dream-Song („The Bleeding Tree“) und war auch als Name für den Fanclub im Gespräch. Das Magazin durchlief in den ersten Jahren mehrere Namensänderungen (wie zum Beispiel „www.metal-germany.de“ oder „bleeding.4metal.net“), bevor sich der Name „Bleeding4Metal“ durchsetzte.
Die ersten Redakteure kannten sich aus dem Mailboxverbund des Fidonetz, bevor dieses vom Internet verdrängt wurde. In der deutschsprachigen Fido-Area (Vorläufer eines Forensystems) „Hardrock.Ger“ veröffentlichten diese schon CD-Besprechungen, die später für das neue Online-Magazin verwendet wurden.
2004 wurde unter der Domain „4metal.net“ neben dem eigentlichen Magazin auch ein Forum angeboten, auf dem auch die Bands Jacobs Dream, Falconer und Infernal Vengeance ihre offiziellen Bandforen betrieben. Da die offiziellen Bandforen auf Englisch betrieben wurden und auch internationale Leser anzogen, wurden für eine Weile viele Artikel zweisprachig angeboten. Das Magazin hatte zu dieser Zeit Redakteure und User aus unterschiedlichen europäischen Ländern wie Schweiz und Griechenland sowie auch aus Übersee. Im gleichen Jahr organisierte das Magazin zusammen mit Partnern das erste Bleeding for Metal Festival im Hannoveraner „Kulturzentrum Faust“ mit dem Headliner Holy Moses. Wegen des gemeinnützigen Charakters (der Erlös des Festivals kam dem Kinderhilfswerk Hannover zugute) und der Idee, den Opener-Slot auf EBay zugunsten des gleichen Spendenzwecks zu versteigern, wurde das Festival überregional wahrgenommen und auch durch Nachberichte gewürdigt.
Nach zwei Jahren reduzierte das Magazin die Inhalte wieder auf eine rein deutschsprachige Zielgruppe, da der Aufwand für zweisprachige Artikel zu groß wurde. Die seinerzeit auch in Englisch veröffentlichten Artikel sind bis heute noch im System zu finden.

### Ereignisse ab 2014
2014 begründeten die Beteiligten einen „nicht rechtsfähigen“ (nicht eingetragenen) Verein nach § 54 BGB.
Im Frühjahr 2019 folgte auf ein Interview mit K. K. Downing (Ex-Judas Priest), welches Bleeding4Metal mit ihm führte, ein großes internationales mediales Echo in unterschiedlichen Fachmedien des Genres. Große Magazine wie z. B. der Metal Hammer und diverse Online-Medien rezipierten Auszüge des Gesprächs zwischen dem Redakteur und Downing, welcher überraschende Aussagen zum Status des Gitarristen Richie Faulkner und Drummers Scott Travis tätigte. Das größte internationale Newsportal für Heavy Metal, Blabbermouth, veröffentlichte eine vollständige englische Transkription des kompletten Interviews, genauso wie das Online-Magazin Metal Addicts. Das vielzitierte Interview, welches laut Scott Colothan vom britischen Planet Rock Radio „typisch offen und unverblümt geführt wurde“ führte anschließend zu einem offenen Streit zwischen der Band und Downing. Im Zusammenhang mit diesem Streit wird das Interview über Jahre von den Medien thematisiert. Auch Downings Nachfolger Faulkner, schaltete sich mit Bezug auf das Interview öffentlich ein und thematisierte dieses Interview zuletzt 2022 im Video-Podcast In The Trenches With Ryan Roxie.
2020 war das Bleeding4Metal Magazin einer der drei deutschen Pressepartner des internationalen Festival-Formats 70000 Tons of Metal und berichtete in Artikeln sowie auf Video von der Heavy-Metal-Kreuzfahrt.
Nach der Flutkatastrophe 2021 im Ahrtal organisierte das Magazin, welches seinen Sitz Nachbarschaft zur Katastrophenregion hat, eine deutschlandweite Spendenaktion unter Lesern und Metal-Fans. Die Spendenaktion fand auch in etablierten Musikmedien wie Metal Hammer und Rock Hard Resonanz, die von der Aktion berichteten und sich dem Spendenaufruf anschlossen.
Stand Februar 2022 wird das Magazin von 29 Mitgliedern gestaltet, die als Online-Redaktion mit unterschiedlichen Rollen organisiert sind.

## Inhalt
Bleeding4Metal berichtet über alle Genrearten, die sich dem Metal zuordnen lassen oder Schnittmengen zur Metal-Szene haben. Hierzu gehören auch ruhigere akustische Folk/Pagan-Künstler, Punk und Crust, aber auch vereinzelte Alternative-/Indie-Musik. Rezensionen finden sich von Künstlern größerer Labels wie Nuclear Blast, Century Media und Metal Blade, sowie kleinerer Labels und Independent-Vertriebe weltweit. Das Magazin wendet sich zudem explizit auch an unabhängige Künstler, ihre Werke zur Rezension einzureichen, weswegen das Magazin auch in der internationalen Indie Bible als geeignete Publikation für den deutschen Metal-Markt aufgeführt wird. Vornehmlich veröffentlicht Bleeding4Metal Kritiken von Longplayern, zusätzlich werden gelegentlich auch Bücher zum Thema Metal & Co. sowie Bildtonträger wie DVDs und Blu-Rays besprochen und Interviews mit Musikern geführt. Auch Live- und Festivalberichte finden sich in der Berichterstattung, wobei das Magazin hierfür sowohl von kleinen Clubgigs als auch von großen Festivals wie dem W:O:A berichtet. Auch viele ausländische Veranstaltungsformate wie das ProgPower Europe, die Metal-Kreuzfahrt 70000 Tons of Metal in Florida, das österreichische See Rock, das Metalcamp in Slowenien oder das niederländische Arrowrock-Festival finden hierbei regelmäßige Berücksichtigung.
Neben den festen Inhaltsrubriken beleuchten die Autoren in Redaktionsbeiträgen auch freie Themen wie Veröffentlichungspolitik, Listening Sessions, Klangdiskussionen oder gesellschaftliche Themen mit Bezug zur Metal-Musikkultur. Hier kommt es auch zu losen Serien, die sich wiederholt einem Thema widmen, zum Beispiel dem finnischen Underground oder Motto-Konzepten wie „Die besten Triples der Albengeschichte“.

## Erwähnungen in der Literatur
- Der deutsche Musikwissenschaftler apl. Prof. Dietmar Elflein von der TU Braunschweig veröffentlicht 2010 seine Promotionsschrift Schwermetallanalysen: Die musikalische Sprache des Heavy Metal. Für seine Untersuchungen bezieht sich Elflein unter anderem auf das 2004 bei Bleeding4Metal erschienene Redaktionsspecial „Thrash Metal Diamonds – The Must Have Thrash Metal Guide“.[21]
- Die wissenschaftliche Arbeit No Time For Losers aus der Reihe ‚Beiträge zur Popularmusikforschung‘ führt Bleeding4Metal unter anderem als Recherchequelle für den Beitrag Immer die gleichen Klassiker – Heavy Metal und der Traditionsstrom auf.[22]
- Seit 2013 gehört Bleeding4Metal im internationalen Periodikum The Indie Bible zu den deutschen Metal-Magazinen, die unabhängigen Künstlern als relevante Medien für die Rezensionen ihrer Werke empfohlen werden.[18]
- 2019 publizierte André Krause seine wissenschaftliche Schrift 2 Minutes to Midnight? Der Umgang mit den Themen Gesellschaft, Politik und Krieg in den Lyrics von Iron Maiden. Für diese Studie auf Basis der internationalen Metal Studies stand unter anderem Bleeding4Metal-Autor Jan Bahlau für ein Expertengespräch in seiner Rolle als Journalist zur Verfügung und wird mehrfach zitiert.[23]

## Sonstige Medienformen
Bleeding4Metal ergänzt seine Artikel gelegentlich durch Video-Dokumentationen, die teilweise noch auf der Webseite des Magazins selbst abgelegt sind, aber zunehmend auf einem eigenen YouTube-Kanal gehostet werden. Diese beinhalten meist ergänzende Videoberichte zu den Artikeln des Magazins und bieten Impressionen von Festivals, begleiten Bands im Studio oder wurden auf eigenen Events des Magazins gefilmt. Auf Facebook und Twitter unterhält Bleeding4Metal Kanäle, von denen vor allem Facebook als primärer Newskanal dient. Auf Spotify stellt die Redaktion regelmäßige Playlisten unter verschiedenen Mottos zusammen.